# Maladera reichenowi
Maladera reichenowi är en skalbaggsart som beskrevs av Brenske 1902. Maladera reichenowi ingår i släktet Maladera och familjen Melolonthidae. Inga underarter finns listade i Catalogue of Life.